# Rhithrogena exilis
Rhithrogena exilis is een haft uit de familie Heptageniidae. De wetenschappelijke naam van de soort is voor het eerst geldig gepubliceerd in 1933 door Traver.
De soort komt voor in het Nearctisch gebied.